# Debattierclub der Universität Münster
Der Debattierclub der Universität Münster e.V. (kurz: Debattierclub Münster) ist der im Jahr 2000 von Viola Gräfin v. Bethusy-Huc, Jan Heßbrügge und Jörg Abromeit gegründete Debattierclub an der Universität Münster. Er zählt zu den ältesten und erfolgreichsten Clubs des deutschsprachigen Debating. 2001 errang der Debattierclub Münster die Deutsche Debattiermeisterschaft (DDM) und wurde im selben Jahr Vize-Europameister. In den Jahren 2006, 2010 und 2015 richtete er die deutschsprachige Debattiermeisterschaft aus. Der Dachverband VDCH führt den Debattierclub Münster in seiner ewigen Bestenliste der ZEIT Debatten auf Platz 1.

## Geschichte
Nach seiner Gründung im Jahr 2000 war der Debattierclub Münster 2001 Gründungsmitglied des Verbands der Debattierclubs an Hochschulen (VDCH), der seitdem den Debattierclubs im deutschsprachigen Raum als Dachverband dient. Bereits im selben Jahr errang der Club mit Kira Heyden und Trinh Le die erste von der Berlin Debating Union ausgerichtete Deutsche Debattiermeisterschaft und erreichte mit Christoph Busch und Jan Heßbrügge im slowenischen Ljubljana das Finale der European Universities Debating Championship, der Europameisterschaft im Debattieren. Auch an der Weltmeisterschaft im schottischen Glasgow nahm der Club bereits im ersten Jahr seines Bestehens teil. Seitdem ist Münster regelmäßiger Teilnehmer an den großen europäischen Turnieren. 
Die Gründung der Deutschen Debattiergesellschaft im Jahr 2003 geht mit auf die Initiative des Debattierclubs Münster zurück. Im selben Jahr wird zudem eine Tradition begründet, die seitdem zahlreiche Nachahmer in ganz Deutschland gefunden hat, die an ein breites studentisches Publikum gerichtete Showdebatte mit Mitgliedern des Debattierclubs und Professoren der Universität. 2004 siegte Münster beim Berliner Central And Eastern European Tournament (CEET). 
Der Debattierclub Münster entwickelte sich zu einem der mitgliederstärksten deutschen Debattierclubs. Diese Entwicklung erlaubte es dem Club im Jahr 2006, für 52 Teams die Deutsche Debattiermeisterschaft auszurichten. Es folgte 2007/2008 die für den Club erfolgreichste Saison. Drei der vier ZEIT Debatten entschied Münster für sich, stellte auf allen mit Lukas Haffert den besten Finalredner und wurde Deutscher Vizemeister 2008.